# Carcoforo
Carcoforo (piemontesisch Carcòfo), (Kirchof, Walserdeutsch) ist eine italienische Gemeinde in der Provinz Vercelli (VC), Region Piemont.

## Lage und Einwohner
Carcoforo liegt knapp 100 km nördlich von Vercelli und hat 75 Einwohner (Stand 31. Dezember 2023). Die Nachbargemeinden sind Alto Sermenza, Bannio Anzino, Ceppo Morelli, Fobello und Macugnaga.
Das Gemeindegebiet umfasst eine Fläche von 22 km² und liegt zuhinterst im Valsesiatal und ist mit 1'304m die höchstgelegene Siedlung des Tales und gehört zum Naturpark Alta Valsesia.

## Veranstaltungen
Im März 2012 fand hier die Europameisterschaft im Wintertriathlon statt.